# Комарово (Антроповский район)
Комарово — деревня в Антроповском муниципальном районе Костромской области. Входит в состав Котельниковского сельского поселения

## География
Находится в центральной части Костромской области на расстоянии приблизительно 35 км на юго-запад по прямой от поселка Антропово, административного центра района.

## История
В XIX — начале XX века деревня относилась к Галичскому уезду Костромской губернии. В 1872 году здесь было учтено 18 дворов, в 1907 году —30.

## Население
Постоянное население составляло 187 человек (1872 год), 193 (1897), 216 (1907), 2 в 2002 году (русские 100 %), 0 в 2022.